# I was feeling epic
Az I was feeling epic a Vámpírnaplók című televíziós sorozat utolsó része. Ez a nyolcadik évad 16. része.

## Tartalom
Amikor Stefan és Caroline megpróbálják újraéleszteni Bonniet, Bonnie élet-halál között lebeg. Itt újra találkoznak Elenával. Elena megdöbben és azt mondja, hogy ez túl korai, de Bonnie ezt nem bánja mivel így Enzóval lehet. Enzo ezután megjelenik és elmondja mondja Bonnie-nek, hogy nem az ő ideje, így Bonnie visszatér a testéhez. Stefan és Damon visszatérnek a panzióba, és megtalálják Elena koporsóját, ahol Elena már várja őket. Damon és Elena megölelik egymást, de Damon rájön, hogy a lány nem Elena hanem Katherine. Stefan ezután Katerinet megöli a csontjaiból származó tőrrel, de később újraéled visszatér Damonhoz. Kiderül, hogy Cade halála óta az ő irányítása alatt áll a pokol és bármikor elhagyhatja. Eközben Vicki öt percenként megkongatja a harangot az óra végéig. Ezt hallván, Matt és a rendőrök evakuálják a várost. Alaric, Caroline és az ikrek elhagyják a Mystic Falls-ot, amikor Bonnie olyan tervet hoz fel, hogy használja a mágiáját, hogy visszaküldje a pokolba a pokoltüzet, megsemmisítve azzal Katherine-t. Damon Katherine-nel marad az Armory alatti alagutakban, hogy megbizonyosodjon róla, hogy Bonnie visszaküldi a pokolba. Stefan magára akarja vállalni a mártír szerepét, de Damon arra kényszeríti, hogy távozzon. Stefan azonban okosabb nála, mert a szervezetében van verbéna. Visszatér az alagutakba, ahol Damonnak adja vérét, és Damont emberré teszi. Stefan átveszi Damon helyét, és Katherine mellett hal meg. Stefan aztán meglátogatja Elenát a középiskolában élet és halál között, és elmondja neki, mi történt. Ezután csatlakozik Lexihez, aki a másik oldalon vár rá. Egy idő múlva Bonnie megtöri Elena alvó átkát, és Elena felébred. Elena elmondja Caroline-nak amit Stefan elmondott neki; "Hallottam, és örökké szeretni fogom". A Salvatore panzió a természetfölötti gyerekek iskolájává válik, ahova Klaus is küld adományt. Vicki, Tyler, Liz, Jo, és Enzo a másik oldalról figyelik az élőket. Damon és Elena házasok lesznek. Miután Damon és Elena leélték hosszú és boldog együtt töltött életüket, Elena megtalálja a békét a túlvilági életben, és újra találkozik szüleivel, John-nal és Jennával; és Stefan békében kinyitja az ajtót amikor Damonnal újra találkoznak a halál után, és Damon ,,Heló testvér" mondatával és egy testvéri öleléssel befejeződik a sorozat.